# Animal Crossing: Let's Go to the City
Animal Crossing: Let's Go to the City (街へいこうよ どうぶつの森?, Machi e ikō yo: Dōbutsu no Mori), conosciuto in America come Animal Crossing: City Folk, è il terzo titolo della saga di Animal Crossing, pubblicato su Wii e sviluppato dalla Nintendo EAD. Il gioco è stato ufficialmente annunciato il 15 luglio 2008 all'E3 durante la conferenza della Nintendo. Utilizza sia la Nintendo Wi-Fi Connection, che la WiiConnect24, e trae ambientazioni e personaggi dai precedenti capitoli della saga, con l'aggiunta della grande città e di nuovi obiettivi e personaggi ed ha raggiunto i milioni di vendite.

## Trama
All'inizio del gioco vi presenterete a Girolamo, una guida turistica che, su un bus che vi condurrà nel villaggio in cui vi state trasferendo, vi farà delle domande per conoscervi e scegliere il nome del vostro personaggio e della vostra città. Giunti a destinazione il gioco comincerà a farvi ambientare con il municipio, con gli abitanti del villaggio e con Tom Nook, il negoziante della città nonché proprietario della vostra nuova casa. Il gioco seguirà poi il corso delle vostre scelte e decisioni e muterà insieme a quelle.

## Modalità di gioco
I giocatori hanno la possibilità di trasferire i propri personaggi dal gioco per Nintendo DS Animal Crossing: Wild World, esclusi però gli oggetti. Let's Go to the City è anche il primo gioco per Wii a sfruttare la periferica WiiSpeak, un microfono che permette ai giocatori di parlare tra di loro in tempo reale durante le loro scorribande online.
Per la prima volta, i personaggi possono uscire dal loro villaggio e visitare una città urbana più grande. Per accedervi è necessario prendere l'autobus. Nella grande città è possibile visitare le case di altri giocatori per valutarle, partecipare ad aste, cambiare pettinatura nel salone di Bigodina, assistere a spettacoli e tanto altro. Inoltre, per abbellire il proprio look, è possibile utilizzare una maschera con le sembianze dei propri Mii. Durante ogni momento del gioco è inoltre possibile scattare delle foto, che possono essere in seguito salvate su una Scheda SD, nel formato JPEG.
Il gioco fa un ampio uso delle funzionalità offerte dalla Nintendo Wi-Fi Connection. Animal Crossing: Let's Go to the City utilizza la periferica WiiSpeak per permettere ai giocatori di comunicare vocalmente tra di loro durante le sessioni di gioco online. Inoltre, i giocatori possono comunicare tra di loro scrivendo messaggi in tempo reale con una Tastiera USB, oppure inviando messaggi ad altre console, ad indirizzi e-mail o a telefoni cellulari. Tramite internet, è stato inoltre possibile scaricare contenuti aggiuntivi, come mobili e oggetti. Il servizio è stato dismesso nel 2014.

## Calendario
Animal Crossing: Let's Go to the City (come gli altri capitoli) segue il calendario e l'orologio; quindi sa quand'è mattina, quand'è sera, sa che stagione è e segue anche le feste; infatti ha uno specifico calendario con le festività ricorrenti nei vari mesi; come la Pasqua, il Natale, Capodanno, Halloween, Carnevale, Ferragosto e ecc. Inoltre alcune feste sono festeggiate solo in alcuni paesi, a seconda delle rispettive tradizioni; come il Groundhog Day ("Giorno della marmotta") o l'Explorer's Day ("Giorno di Colombo").

## Sviluppo
In un'intervista del 2006, Katsuya Eguchi, leader del team di sviluppo di Animal Crossing, disse "il giocatore potrebbe spedire una lettera dal proprio cellulare o dal PC verso il Wii, e il giocatore di Animal Crossing a sua volta la riceverebbe nella propria città. Il team di sviluppo del gioco si concentrò principalmente sulle funzionalità esclusive del WiiConnect 24.

## Accoglienza
| Testata            | Versione  | Giudizio |
| ------------------ | --------- | -------- |
| 1UP                | Wii       | C        |
| Cheat Code Central | Wii e NDS | 4,4/5    |
| IGN                | Wii       | 7,5/10   |
| Famitsū            | Wii       | 33/40    |
| Nintendo Power     | NDS       | 8,5/10   |
| Game Rankings      | Wii       | 72/100   |

Il gioco ha ricevuto un punteggio di 33 su 40 dalla rivista giapponese Famitsū, che aveva assegnato un punteggio di 37 su 40 ad entrambi i titoli precedenti. La rivista di videogiochi Nintendo Power ha dato il punteggio di 8.5, affermando che il gioco è troppo simile a Wild World. Il sito Cheat Code Central ha dato un punteggio di 4.4 su 5 al gioco, lodando la grafica nitida e pulita e la longevità, ma criticando la poca innovazione. IGN ha espresso pareri simili, dando un punteggio di 7.5 su 10 al gioco, così come il sito 1UP, che ha dato al gioco una C, sottolineando la mancata occasione di migliorare la meccanica della serie.
Attualmente il gioco ha un punteggio complessivo di 72 su 100 sul sito Game Rankings, basato su dodici recensioni esterne.